# 陳昭娘
陳昭娘（1626年—1662年），明鄭延平王世子鄭經幼弟之乳母，後被其納為妾，並育有一子鄭克𡒉。
史書記載，鄭經自年少時即已頗為好色，並特別喜愛徐娘半老的中年妇女，幾乎與胞弟的每一名乳母均有私通；鄭成功征臺前，留守思明州（廈門）的鄭經納其為妾並倍加寵愛。鄭成功得知後本令陳氏自行跳海了斷，但鄭經卻以其駐地權勢包庇陳氏並隱瞞父親長達三年之久，駐廈軍懾於世子權勢無人敢通知人在臺灣的鄭成功。陳氏更恃寵生驕霸凌本已長期不受寵的鄭經原配唐妃，滿腹冤屈的唐妃唯有向於明鄭朝廷位居要職的祖父唐顯悅求助。
永曆十六年（1662年）三月，陳昭娘更為鄭經生下庶子鄭克𡒉，鄭經於是向父報稱為側室所出但隱瞞陳氏身份，一時鄭成功大喜過望，滿朝文武皆賀。不甘孫女受辱的唐顯悅此時即發難上奏向鄭成功舉報揭破鄭經謊言，事件於臺灣醞釀成嚴重政治醜聞。
鄭成功得知被世子欺騙後勃然大怒，下令主管廈門的堂兄鄭泰全數處死董妃、鄭經、陳昭娘與鄭克𡒉等人。鄭泰固不認同堂侄不倫之舉，但亦無法接受堂弟對血脈族親滅絕人性的手段、以及大規模肅清宗族必然引致軍心動搖的後果，起初與奉命渡海來廈的都司黃毓談判，打算僅將陳昭娘鄭克𡒉母子首級送回臺灣交差了事，再動員大量宗親為董妃鄭經母子求情。鄭成功得知鄭泰意見後更為憤怒，立即解下佩劍令黃毓回廈斬殺四人，鄭泰無法下手唯有叫黃毓親自找鄭經行刑，但暗中提前通報鄭經，黃毓剛見到鄭經就被其隨從包圍拘捕。
此時在臺灣犯罪的參軍蔡鳴雷投奔廈門，並警告說鄭成功已令周全斌率軍之廈門執行命令，打死不願殺害宗親的鄭泰唯有按洪旭建議，以堂兄身份毅然抗命，並令水師於大膽島海域嚴陣以待。周全斌剛接近廈門，即被鄭經按黃廷建議圍困繳械並拘捕，並令黃昌收編其部隊。鄭成功聽聞廈門抗命之事大為光火，再令洪有鼎渡海執行命令，唯洪航至東山島時眼見水師守備森嚴，再聽聞周全斌被捕的消息，即嚇得不敢再前打道回臺。被捕的駐臺將領其後更幾乎遭鄭泰以謀害宗室罪名處斬，僅得董妃為顧全大局不計前嫌力保方得保命。此舉被駐臺鄭軍視為公然抗命，令其與駐廈軍之間開始出現嫌隙，成為日後繼位政爭的導火線。
然而，陳昭娘躲過死劫亦無法逃脫謠言攻擊，因醜聞外揚後即迎來金廈軍民輿論質疑；有謠言稱陳昭娘假扮懷孕並抱回一李姓屠夫之子收養。鄭經雖然出面闢謠稱其全程親眼目睹兒子出生過程，然而仍無法堵住悠悠眾口，陳昭娘生子後不久即終因無法抵受謠言攻擊，產後抑鬱而終。